# Babill Stray-Pedersen
Babill Stray-Pedersen (20 de febrero de 1943 - 24 de abril de 2019) fue una médica noruega.
Se graduó como cand.med. en 1969, dr.med. en 1979 y obtiene la especialista en obstetricia y ginecología en 1985. Después de una carrera como médica en el Hospital Aker, finalmente fue nombrada profesora en la Universidad de Oslo. Fue condecorada con  la Orden de San Olav en 2014. Murió en abril de 2019.